# Tu peux compter sur moi
Pour plus de détails, voir Fiche technique et Distribution.
Tu peux compter sur moi (You Can Count on Me) est un film américain écrit et réalisé par Kenneth Lonergan, sorti en 2000. Il narre l'histoire d'une mère célibataire vivant dans la région des Montagnes Catskill et ses relations compliquées avec sa famille et ses amis.
Le long-métrage et la prestation des acteurs sont largement bien accueillis par la critique, lui permettant d'obtenir des dizaines de nominations et récompenses, dont lors de la 73e cérémonie des Oscars, en étant nommé dans les catégories meilleure actrice pour Laura Linney et meilleur scénario original.

## Synopsis
Samantha et Terry Prescott ont perdu leurs parents étant jeunes. Quelques années plus tard, Samantha est mère célibataire et travaille dans une banque, tandis que Terry est un délinquant. Lorsqu'il arrive à Scottsville, il demande à sa sœur un prêt. Elle l'héberge en espérant lui inculquer le sens des responsabilités. Il devient le meilleur ami de Rudy, le fils de Samantha, et il décide de présenter au jeune garçon son père biologique.

## Fiche technique
- Titre original : You Can Count on Me
- Titre français : Tu peux compter sur moi
- Réalisation et scénario : Kenneth Lonergan
- Direction artistique : Shawn Carroll
- Décors : Michael Shaw
- Costumes : Melinda Toth
- Photographie : Stephen Kazimerski
- Son : Peter Schneider
- Montage : Anne McCabe
- Musique : Lesley Barber
- Production : John N. Hart (en), Jeffrey Sharp (en), Larry Meistrich (en) et Barbara De Fina (en)
  - Co-production : Keith Abell et Julian Iragorri
  - Production associée : Robert Kravis et Rachel Peters
  - Production exécutive : Martin Scorsese, Steve Carlis, Donald C. Carter et Morton Swinsky
  - Production déléguée : Jill Footlick
- Sociétés de production : Hat-Sharp Entertainment, The Shooting Gallery, Crush Entertainment et Cappa Production
- Sociétés de distribution : Paramount Classics (États-Unis), United International Pictures (France)
- Pays d'origine :  États-Unis
- Langue : anglais
- Budget : 1,2 million de $[1],[2]
- Tournage : du 1er juin 1999 au 2 juillet 1999
- Genre : Drame
- Dates de sortie : 
  -  États-Unis : 21 janvier 2000 (Festival de Sundance) ; 17 novembre 2000 (sortie nationale)
  -  France : 20 juin 2001
- Classification :
  - États-Unis - MPA : R (Restricted)
  - France - CNC : tous publics[3]

## Distribution

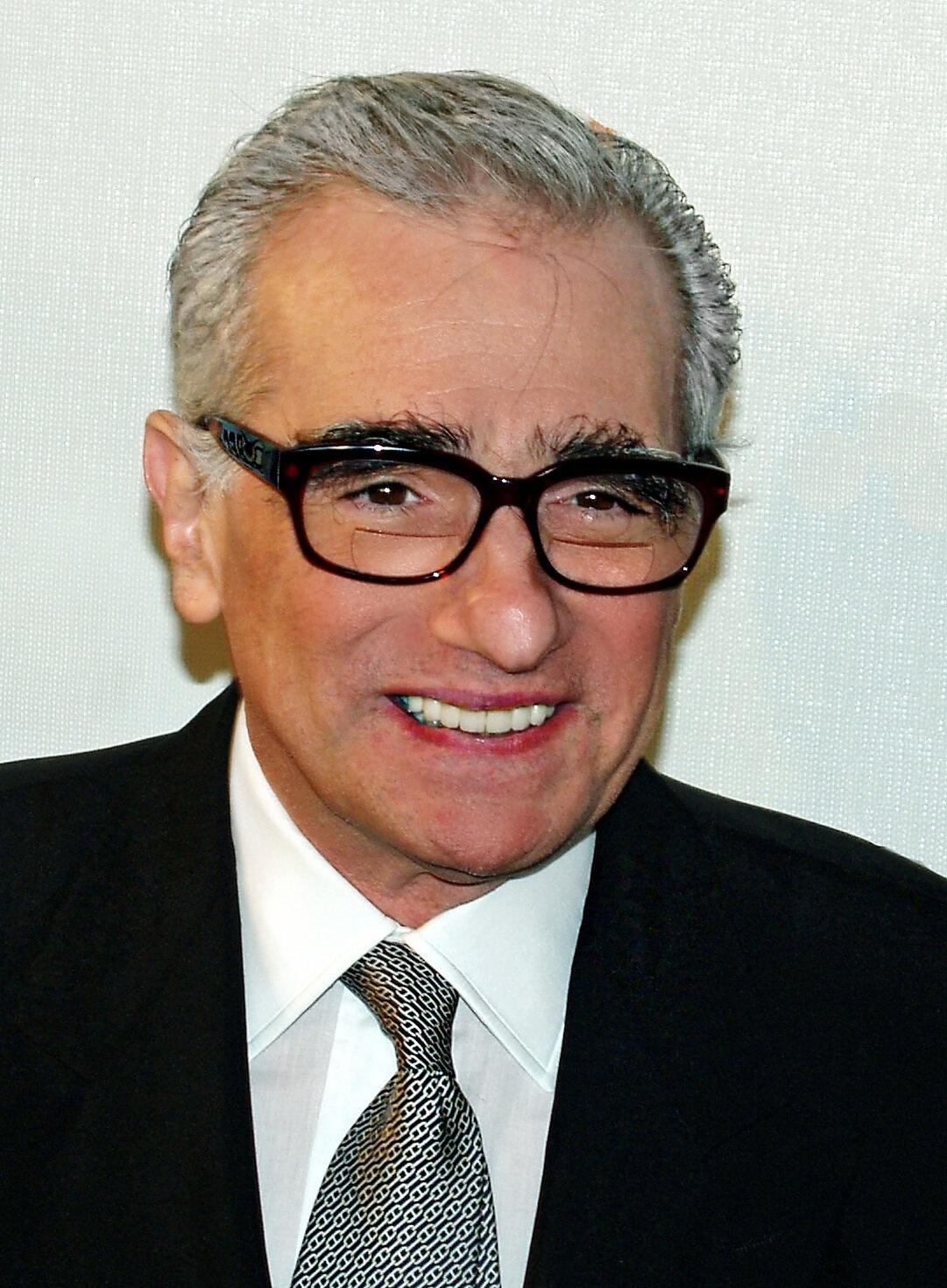
Martin Scorsese est le producteur exécutif du film.

- Laura Linney (V.F. : Laurence Dourlens ; V. Q. : Lisette Dufour) : Samantha "Sammy" Prescott
- Mark Ruffalo (V.F. : Jérôme Rebbot ; V.Q. : Louis-Philippe Dandenault) : Terry Prescott
- Matthew Broderick (V.F. : Vincent Ropion ; V.Q. : Joël Legendre) : Brian Everett
- Jon Tenney (V.F. : Pascal Germain) : Bob Stegeerson
- Rory Culkin (V.F. : Gwenaël Sommier) : Rudy Prescott
- J. Smith-Cameron : Mabel
- Josh Lucas (V.F. : Tanguy Goasdoué) : Rudy senior
- Gaby Hoffmann : Sheila
- Adam LeFevre : le shérif Darryl
- Amy Ryan (V.F. : Julie Dumas) : Rachel Louise Prescott
- Michael Countryman : Thomas Gerard Prescott
- Kenneth Lonergan : Ron

Source et légende : Version québécoise (V. Q.) sur Doublage QC

## Sortie et accueil

### Réception critique
Dans les pays anglophones, Tu peux compter sur moi obtient des critiques unanimement favorables au moment de sa sortie, obtenant un taux d'approbation de 98% sur le site Rotten Tomatoes pour cent-cinq critiques collectées. Le site lui attribue la mention « fraicheur certifiée» et note dans son consensus que le film « peut sembler appartenir au petit écran, mais le film surprend par son histoire simple mais touchante », ajoutant qu'il est « magnifiquement joué et conçu, le film vous attirera tout simplement ». Sur le site Metacritic, le film obtient un score moyen de 85/100, pour trente-et-une critiques collectées et la mention « acclamation universelle »
En France, l'accueil est mitigé, puisque le site Allociné lui attribue une note de 2,9/5, pour treize critiques collectées.

### Box-office
| Pays ou région        | Box-office    | Date d'arrêt du box-office | Nombre de semaines |
| --------------------- | ------------- | -------------------------- | ------------------ |
| États-Unis            | 9 416 804 $   | 20 mai 2001                | 28                 |
| France                | 8 950 entrées | 3 juillet 2001             | 2                  |
| Total hors États-Unis | 1 825 717 $   | 26 septembre 2001          | —                  |
| Total mondial         | 11 242 521 $  | 26 septembre 2001          | —                  |

Le long-métrage, d'abord distribué dans huit salles aux États-Unis, démarre avec 118 170 $ de recettes lors de son premier week-end à l'affiche, ce qui lui vaut d'atteindre la 33e place du box-office américain. Par la suite, le film sera distribué dans plus de salles, n'étant pas diffusé au-delà de 150 écrans de cinéma sur l'ensemble du territoire américain, et parvient à se maintenir à un niveau stable en terme de recettes, bien que n'ayant jamais engrangé au dessus de 600 000 $ par semaine durant son exploitation, mais qui lui permet de totaliser 9 416 804 $ en fin d'exploitation, ce qui en fait un succès par rapport à son coût de production de 1,2 million $.
La réception commerciale à l'international se révèle limitée avec seulement 1 825 717 $, dont 527 948 $ au Royaume-Uni.
En France, le film connaît une sortie limitée en salles, démarrant avec 5 133 entrées pour sa première semaine, dont 3 817 entrées dans deux salles parisiennes,, pour finir son exploitation avec 8 950 entrées.

## Distinctions

### Récompenses
- 43e cérémonie du Festival du film de Londres 2000 : Sutherland Trophy
- 1re cérémonie des American Film Institute Awards 2001 : Top 10 Movies of the Year

### Nominations
- 58e cérémonie des Golden Globes 2001 : 
  - meilleure actrice dans un film dramatique pour Laura Linney
  - meilleur scénario pour Kenneth Lonergan
- 73e cérémonie des Oscars 2001 : 
  - meilleure actrice pour Laura Linney
  - meilleur scénario original pour Kenneth Lonergan